# Papiro 97
O Papiro 97 ({\displaystyle {\mathfrak {P}}}97) é um antigo papiro do Novo Testamento que contém fragmentos do capítulo catorze do Evangelho de Lucas (14:7-14).